# The End of the World (álbum)
The End of the World (estilizado como THE END OF THE WORLD) é décimo segundo álbum de estúdio da banda japonesa de rock MUCC, lançado em 25 de junho de 2014 no Japão.
Foi lançado em duas edições: a regular com apenas o CD e a limitada com um DVD bônus. A primeira impressão da edição limitada contém uma demo de 14 minutos das canções "Halo" e "World's End". Além disso, as fotos promocionais foram projetadas por 7Stars Design. Em 11 de julho de 2014 foi lançado na Europa pela Gan-Shin Records. Miya cita "Kori no Sekai" de Yosui Inoue como uma das influências por trás do álbum.

## Recepção
Alcançou décima terceira posição nas paradas da Oricon Albums Chart.

## Faixas[6]
| N.º            | Título                                | Letras         | Música         | Duração |  |
| 1.             | "The End of the World"                | Miya           | Miya           | 4:15    |  |
| 2.             | "Ender Ender" (Album Edit)            | Tatsurou, Miya | Miya           | 4:40    |  |
| 3.             | "Ms.Fear"                             | Miya           | Miya           | 3:33    |  |
| 4.             | "Halo"                                | Miya           | Miya           | 3:39    |  |
| 5.             | "Tell Me"                             | Tatsurou       | Tatsurou       | 4:37    |  |
| 6.             | "999 -21st Century World-"            | Yukke          | Yukke          | 4:05    |  |
| 7.             | "369 -Miroku-" (369 -ミロク-)         | Tatsurou       | Tatsurou       | 3:50    |  |
| 8.             | "Japanese"                            | Miya           | Miya           | 4:24    |  |
| 9.             | "Hallelujah"                          | Tatsurou       | Miya           | 4:01    |  |
| 10.            | "World's End -In its true light-"     | Miya           | Miya           | 4:10    |  |
| 11.            | "Shinde Hoshii Hito" (死んでほしい人) | Tatsurou       | Miya, Tatsurou | 5:00    |  |
| Duração total: | Duração total:                        | Duração total: | Duração total: | 46:19   |  |

## Ficha técnica
- Tatsurou - vocal
- Miya - guitarra
- Yukke - baixo
- SATOchi  - bateria